# Зуївська селищна рада
Зуївська се́лищна ра́да — орган місцевого самоврядування у складі Харцизької міської ради Донецької області. Адміністративний центр — селище міського типу Зуївка.

## Загальні відомості
- Населення ради: 3269 осіб (станом на 1 січня 2011 року)

## Населені пункти
Селищній раді підпорядковані населені пункти:
- смт Зуївка

## Склад ради
Рада складається з 20 депутатів та голови.
- Голова ради: Сосновський Михайло Іванович
- Секретар ради: Спічак Віталій Васильович

### Керівний склад попередніх скликань
| ПІБ                            | Основні відомості                                                        | Дата обрання | Дата звільнення |
| ------------------------------ | ------------------------------------------------------------------------ | ------------ | --------------- |
| Бикова Людмила Валентинівна    | Селищний голова, 1958 року народження, позапартійна                      | 26.03.2006   | 31.10.2010      |
| Пономаренко Микола Миколайович | Селищний голова, 1957 року народження, освіта вища                       | 31.10.2010   | 11.12.2011      |
| Сосновський Михайло Іванович   | Селищний голова, 1965 року народження, освіта вища, член Партії регіонів | 11.12.2011   |                 |

Примітка: таблиця складена за даними джерела

### Депутати
За результатами місцевих виборів 2010 року:
- Кількість депутатських мандатів у раді: 20
- Кількість депутатських мандатів, отриманих кандидатами у депутати за результатами виборів: 19
- Кількість депутатських мандатів у раді, що залишаються вакантними: 1

#### За суб'єктами висування
| Суб'єкт висування           | Кількість обраних депутатів | %    |
| --------------------------- | --------------------------- | ---- |
| Партія регіонів             | 18                          | 94,7 |
| Комуністична партія України | 1                           | 5,3  |

#### За округами
| № округу                    | Прізвище, ім'я, по батькові     | Дата визнання обраним | Освіта         | Партійна приналежність            | Відомості про обраного депутата                                                              |
| --------------------------- | ------------------------------- | --------------------- | -------------- | --------------------------------- | -------------------------------------------------------------------------------------------- |
| Комуністична партія України |                                 |                       |                |                                   |                                                                                              |
| 7                           | Гнатюк Анатолій Трофимович      | 03.11.2010            | Освіта вища    | член Комуністичної партії України | пенсіонер                                                                                    |
| Партія регіонів             |                                 |                       |                |                                   |                                                                                              |
| 1                           | Зубков Володимир Вікторович     | 03.11.2010            | Освіта вища    | член Партії регіонів              | ТОВ"Ексім-Енерго", гірник                                                                    |
| 2                           | Філоненко Олег Олексійович      | 03.11.2010            | Освіта вища    | член Партії регіонів              | Компанія "Вода Донбасу, сторож                                                               |
| 3                           | Бутильський Микола Тимофійович  | 03.11.2010            | Освіта середня | член Партії регіонів              | ЗАТ Ш.Жданівська, охоронник                                                                  |
| 4                           | Златьєв Олександр Дмитрович     | 03.11.2010            | Освіта середня | член Партії регіонів              | пенсіонер                                                                                    |
| 5                           | Каршенова Світлана Валентинівна | 03.11.2010            | Освіта вища    | член Партії регіонів              | ясла-садок № 13 «Топольок», медична сестра                                                   |
| 6                           | Борисенко Ірина Вікторівна      | 03.11.2010            | Освіта вища    | член Партії регіонів              | шахта ім. С. П. Ткачука, провідний технолог                                                  |
| 8                           | Алфьоров Юрій Семенович         | 03.11.2010            | Освіта середня | позапартійний                     | пенсіонер                                                                                    |
| 9                           | Бутильська Любов Миколаївна     | 03.11.2010            | Освіта вища    | член Партії регіонів              | пенсіонер                                                                                    |
| 10                          | Філімонова Олена Іванівна       | 03.11.2010            | Освіта середня | член Партії регіонів              | ПП Хасая, продавець                                                                          |
| 11                          | Смик Оксана Олександрівна       | 03.11.2010            | Освіта вища    | член Партії регіонів              | ш.ім. С. П. Ткачука, електрик                                                                |
| 12                          | Бородіна Наталія Вікторівна     | 03.11.2010            | Освіта вища    | член Партії регіонів              | Зуївська селищна рада, спеціаліст 1 категорії                                                |
| 13                          | Діденко Лариса Сергіївна        | 03.11.2010            | Освіта вища    | член Партії регіонів              | Д ВАТ"Енергоуправління" Державної холдингової компанії «Жовтень-вугілля», чергова підстанції |
| 14                          | Алфьоров Олексій Олександрович  | 03.11.2010            | Освіта вища    | член Партії регіонів              | ТОВ"Ексім-Енерго", начальник ділянки                                                         |
| 16                          | Ганіна Людмила Іванівна         | 03.11.2010            | Освіта вища    | позапартійна                      | Зуївська селищна рада, спеціаліст 1 кат                                                      |
| 17                          | Ішутіна Тетяна Миколаївна       | 03.11.2010            | Освіта вища    | член Партії регіонів              | Зуївська селищна рада, секретар виконкому                                                    |
| 18                          | Алфьоров Олександр Семенович    | 03.11.2010            | Освіта середня | член Партії регіонів              | пенсіонер                                                                                    |
| 19                          | Спічак Віталій Васильович       | 03.11.2010            | Освіта вища    | член Партії регіонів              | приватне підприємство                                                                        |
| 20                          | Штельмах Наталія Антонівна      | 03.11.2010            | Освіта вища    | член Партії регіонів              | філія Ощадбанку м. Харцизьк № 5373/04, завідувач філії                                       |